# Maurice Boitel
Pour les articles homonymes, voir Boitel.
Maurice Boitel est un artiste peintre, lithographe et céramiste français né le 31 juillet 1919 à Tillières-sur-Avre (Eure) et mort le 11 août 2007 à Audresselles (Pas-de-Calais).
Il appartient au mouvement artistique de la Jeune Peinture rattaché à la nouvelle École de Paris dont il est l'un des principaux représentants.

## Biographie
Juste après sa naissance en Normandie, de père picard (les racines paternelles se situent à Buicourt & Maignelay-Montigny, villages de l'Oise. Ce dernier fait partie de son œuvre peinte) et de mère bourguignonne, Maurice Boitel réside jusqu'en 1931 à Gevrey-Chambertin (Bourgogne), son père y ayant acheté une étude d'huissier. C'est dans cette province qu'il a puisé son amour profond de la nature, et aussi peut-être cette sensation du bonheur de vivre exprimée dans ses œuvres, à certaines périodes. Dès 1924, il veut être peintre et passe son temps à dessiner.
Avant d'être admis à l'École nationale supérieure des beaux-arts de Paris dans l'atelier d'Eugène Narbonne, dont il devient le massier en 1945, juste après avoir participé à la Seconde Guerre mondiale dans une unité combattante (le 27e bataillon de chasseurs alpins, sous les ordres du Commandant Jean Vallette d'Osia qui lui accorde de faire porter son matériel de peintre par les mulets avec la mitrailleuse), Boitel est successivement élève des écoles des beaux-arts de Boulogne-sur-Mer, d'Amiens), puis de Dijon dans l'atelier d'André Claudot, lorsque sa famille revient en Bourgogne à Nuits-Saint-Georges.
Parmi ses amis peintres les plus proches, on compte notamment Daniel du Janerand, Pierre-Henry, Michel Henry, Jean-Pierre Alaux, Antoni Pitxot, Jean Joyet, Maurice Faustino-Lafetat, Andrée Bordeaux-Le Pecq, Jean Carzou, Jean Jansem, André Hambourg, Emili Grau i Sala, Jean Monneret, Rodolphe Caillaux, Pierre Gaillardot, Michel Jouenne, René Margotton, Paul Collomb, ou d'anciens condisciples de l'École des beaux-arts comme Bernard Buffet, Louis Vuillermoz, Jean-Pierre Pophillat ou Monique Journod. Il est également proche du compositeur Henri Dutilleux (1916-2013) et de l'écrivain Robert Beauvais (1911-1982).
Maurice Boitel repose au cimetière d'Audresselles où il est mort en août 2007.

## Hommages

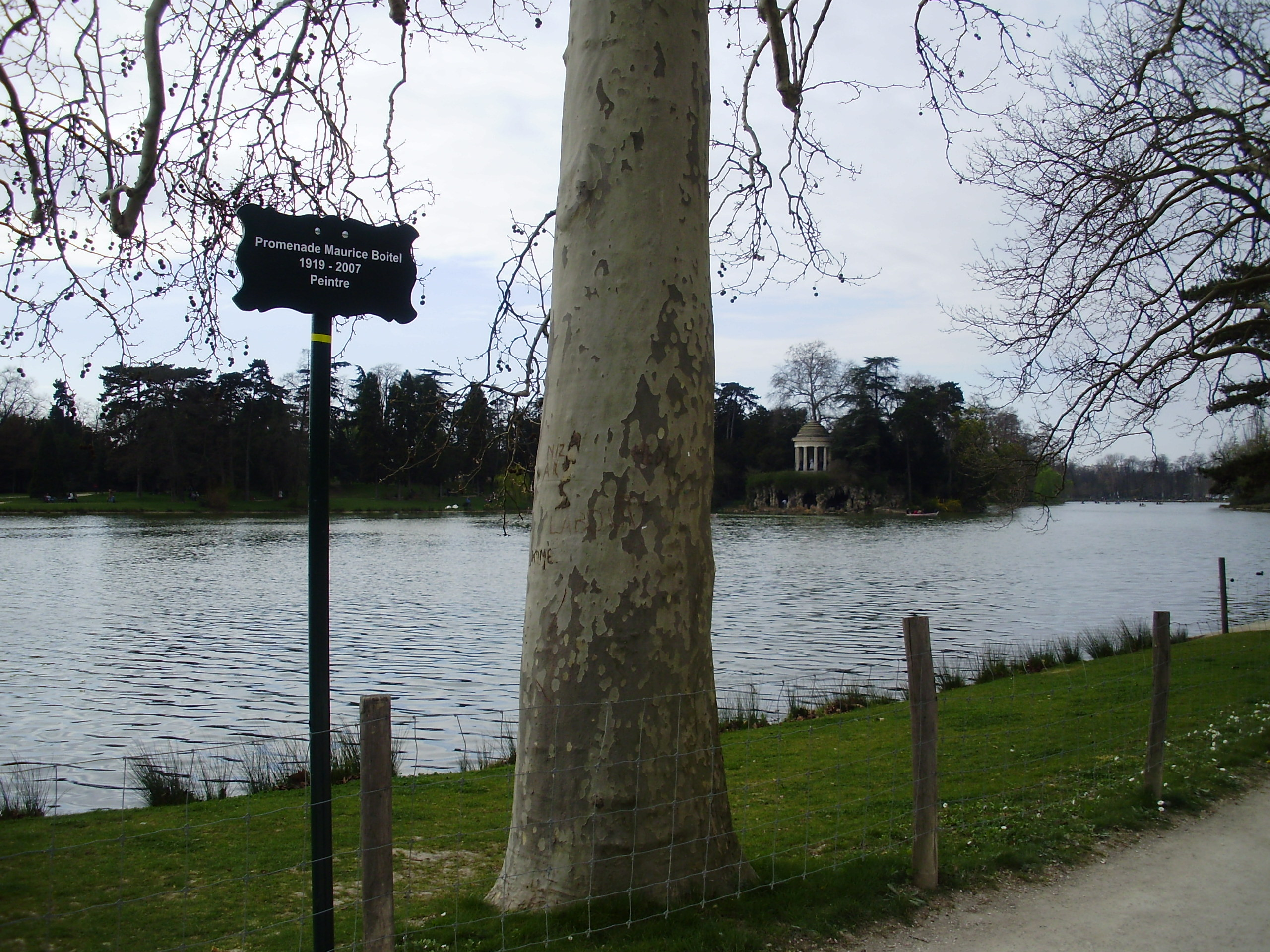
Panneau de la promenade Maurice-Boitel du lac Daumesnil à Paris.

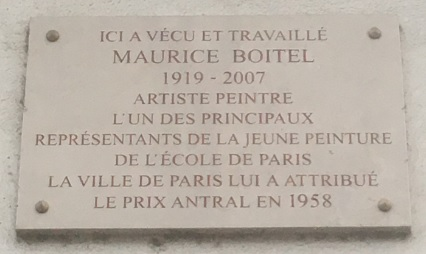
Emplacement de l'atelier de Maurice Boitel au 4 Avenue Courteline à Paris.

- En 2007, avant le décès de Maurice Boitel, la Société nationale des beaux-arts crée le titre de membre d'honneur dont il est le premier titulaire.
- Les conseils municipaux de plusieurs communes ont donné le nom de Maurice Boitel à des espaces publics.
- L’allée de 1,9 km ceinturant le lac Daumesnil à Paris, dans le bois de Vincennes, est appelée « promenade Maurice-Boitel (1919-2007) peintre »[8],[9].
- La rue Belvédère longeant le littoral à Audresselles (Pas-de-Calais) est appelée « allée Maurice-Boitel ».
- La mairie de Paris a fait apposer une plaque au 4, avenue Courteline, immeuble où, à partir de 1952, son atelier était situé à Paris[10].
- La municipalité de Conches-sur-Gondoire, au centre de Marne-la-Vallée a attribué le nom du peintre à l'« espace familial Maurice-Boitel » le 8 octobre 2016;
- La municipalité d'Ambazac, Haute-Vienne, a attribué le nom de Maurice Boitel à la place de l'hôtel de ville de la commune. L'inauguration a eu lieu le 11 août 2017. À cette occasion, la municipalité a fait reproduire sur toile dix tableaux du peintre destinés à orner les bâtiments communaux. Ils sont  exposés dans les parties accessibles au public de la mairie depuis le 1er août 2017[5].

## Collections publiques
Le Fonds municipal d'art contemporain de la Ville de Paris possède une trentaine de ses œuvres. L'État français en a également acquis.
Ses œuvres sont visibles au musée des Beaux-Arts de Dijon (Pastèques, huile sur toile, 1948), au musée de la région Île-de-France de Sceaux (quatre œuvres), aux musées de Saint-Maur-des-Fossés, de Valence, d'Alger (L'Entrée de la Villa Abd El Tif), de Constantine (La Villa des arcades), au musée de Bordj Moussa de Béjaïa (plusieurs peintures de 1948 dont Intérieur), à la mairie de Paris (Neige à Saint-Mandé) et dans quelques ambassades de France (Bogota et Kinshasa notamment).
Les panneaux de céramique qu'il a entièrement réalisés lui-même sont conservés depuis 1953 et 1955 dans les groupes scolaires Voltaire à Montreuil-sous-Bois (Seine-Saint-Denis), où il a peint également des fresques murales, et Jean-Charles Gatinot à Montgeron (Essonne), aux groupes scolaires du Centre et Fernand Buisson à Montgeron en 1957. En juin 2016, la municipalité de Bussy-Saint-Georges (Seine-et-Marne)  a acheté un tableau de Maurice Boitel représentant la place de l'ancien village de la commune un 14 juillet. Ce tableau est désormais exposé à la mairie de Bussy-Saint-Georges.

## Œuvre
L'évolution du peintre se poursuit insensiblement durant toute sa vie : jusqu'à 1946, année de son mariage, une peinture expressive, terrienne, puis de 1946 à 1952, une peinture colorée surtout en Algérie. De 1952 à 1965, il réalise des tableaux personnels : dans ses paysages charpentés, les objets sont définis par des contours noirs avec quelques aplats au couteau. Au cours de cette période, il peint beaucoup à Paris et à Saint-Mandé, près de son domicile, et se rend souvent près du cap Gris-Nez, où il réalise des tableaux sobres et sombres de tempêtes, de barques sur la plage, de ruines de la guerre. Il peint aussi des figures : clowns, éleveurs de volailles, marins, ou des portraits. Puis de 1958 à 1965, il peint chaque été à Cadaqués (Espagne). Il est toujours dans le même style, solidement charpenté, mais où passent la lumière et les couleurs vives de la Méditerranée (paysages, marines, portraits, foules sur la plage).
À partir de 1965, son œuvre reste structurée mais il fait disparaître les contours : il utilise aussi davantage l'aquarelle notamment à Nice, en Italie (Venise, Florence, Rome) et dans le Sancerrois. Chaque année, il continue à se rendre près du cap Gris-Nez, à Audresselles, ou dans le Limousin, à Ambazac. La région parisienne, où il réside habituellement, lui a fourni aussi de nombreux sujets (Montmartre, le bois de Vincennes, les îles de la Seine, de la Marne, Bussy-Saint-Georges, Guermantes et Conches-sur-Gondoire). En  1970, invité par la marine Nationale à bord du porte-avions Clemenceau, il peint les ports d'Oslo et de Rotterdam. Il se rend également à plusieurs reprises à Volendam où il réalise plusieurs œuvres (Le cabinet des estampes de la Bibliothèque nationale de France conserve un exemplaire de chacune de ses deux lithographies, Quai à Volendam de 1966 et Volendam de 1967). Après 1980, il tend à évoquer une réalité idéalisée.
Pour réaliser les décorations des groupes scolaires Jean-Charles Gatinot et Ferdinand Buisson à Montgeron, il a réalisé et cuit lui-même les carreaux de céramique dans un four qu'il a fait construire à cet effet dans son atelier.

## Expositions, salons et prix

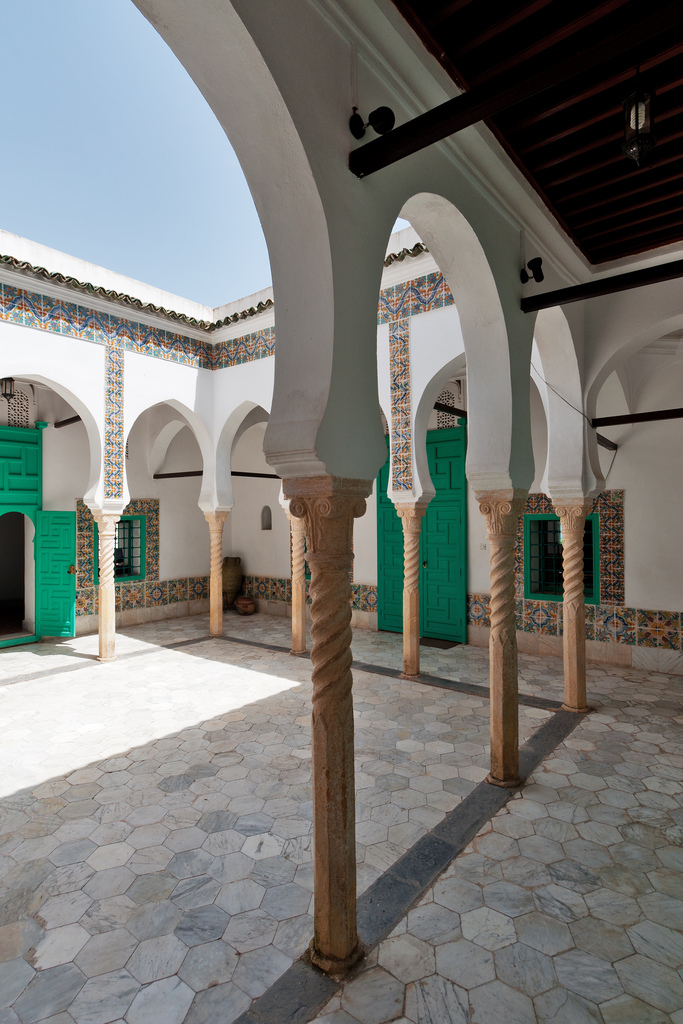
Villa Abd-el-Tif, Alger.

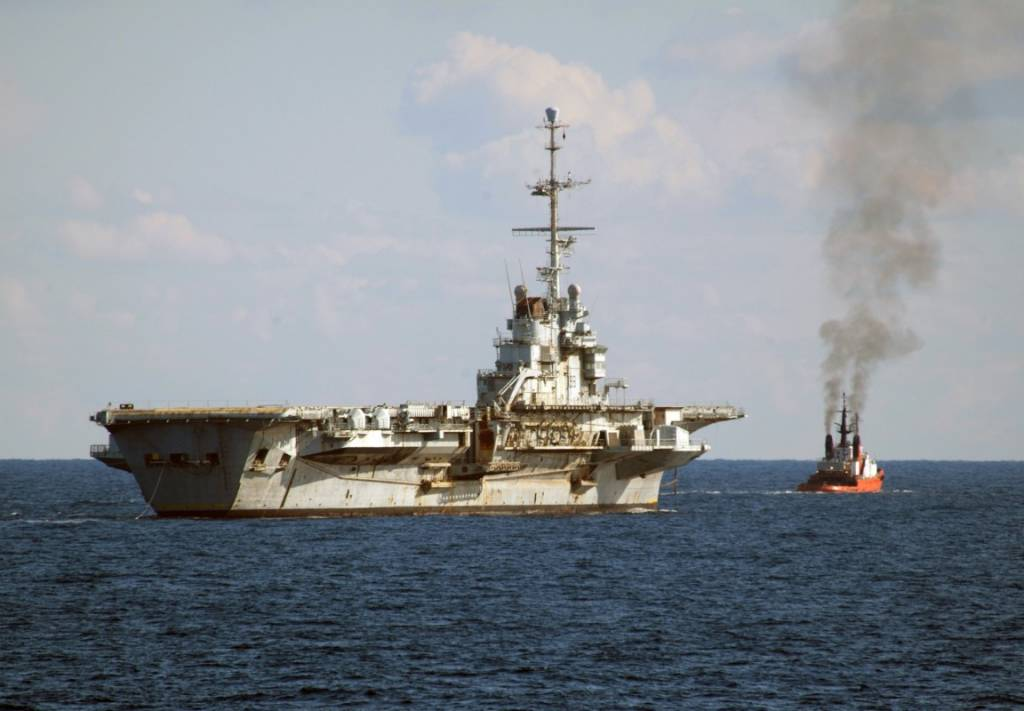
Le porte-avions Clemenceau.

En 1946, Maurice Boitel est lauréat du prix Abd-el-Tif, ce qui lui permet de séjourner deux ans à la villa Abd-el-Tif d'Alger avec sa famille.
Après son retour en métropole, il expose à Paris au Salon des indépendants, au Salon d'automne dont il est sociétaire en 1948, au Salon de la Jeune Peinture en 1952 et de 1954 à 1959, au Salon d'automne, et plus tard, au Salon des artistes français, au Salon du dessin et de la peinture à l'eau, au Salon Terres latines ainsi qu'au Salon de la Société nationale des beaux-arts et au Salon Comparaisons. Il expose au Salon d'hiver en 1946. Il est membre des comités de ces deux derniers salons.
En 1949, il présente une exposition particulière de ses peintures d'Algérie à la Galerie de l'Élysée, faubourg Saint-Honoré à Paris ; en 1951, nouvelle exposition particulière en cette même galerie.
Il participe également à une exposition de groupe à la galerie Suillerot et à des expositions à thèmes, présidées par Jacques Hébertot, dans le cadre de l’Association des amateurs de peinture. En 1958, il présente une exposition particulière à la galerie René Drouet, rue du Faubourg-Saint-Honoré à Paris, où il présenta par la suite d’autres expositions particulières.
En 1954, il remporte le prix Maurice-Pierre de la Jeune Peinture.
En 1956, le grand prix de peinture de la ville de Saint-Affrique lui est décerné à la galerie Durand-Ruel.
En 1958, il remporte le prix Antral, décerné par la ville de Paris. En 1959, c’est le prix Winsor et Newton (Paris-Londres) qui lui est attribué.
En 1963, le prix Puvis-de-Chavannes, décerné par la Société nationale des beaux-arts, lui permet de présenter un ensemble de ses œuvres au musée national d'Art moderne de Paris.
En 1966, il remporte le prix Francis-Smith qui lui offre un séjour au Portugal.
En 1968, il reçoit la médaille d’or des Artistes français et l’Académie des beaux-arts lui décerne le prix Bastien-Lepage.
En 1970, il est invité par la Marine nationale à séjourner sur le porte-avions Clemenceau. Il réalise à cette occasion plusieurs peintures de paysages des pays du Nord.
En 1974, il reçoit le grand prix du conseil général de Seine-et-Marne.
En 1980, c’est l’Institut de France qui lui attribue le prix Dumas-Millier.
En 1984, la fondation Taylor lui attribue le prix d’aquarelle Roger Deverin.
Des expositions particulières, dans les musées de Boulogne-sur-Mer en juin-septembre 1976, de Saint-Maur-des-Fossés en 1977, de Montbard en 1982, de Montreuil-sur-Mer en 1993, lui ont permis de présenter dans plusieurs salles, des rétrospectives avec de grands tableaux où figurent des compositions ainsi que des paysages de France, d'Italie, d'Espagne, du Portugal, de Hollande, etc.

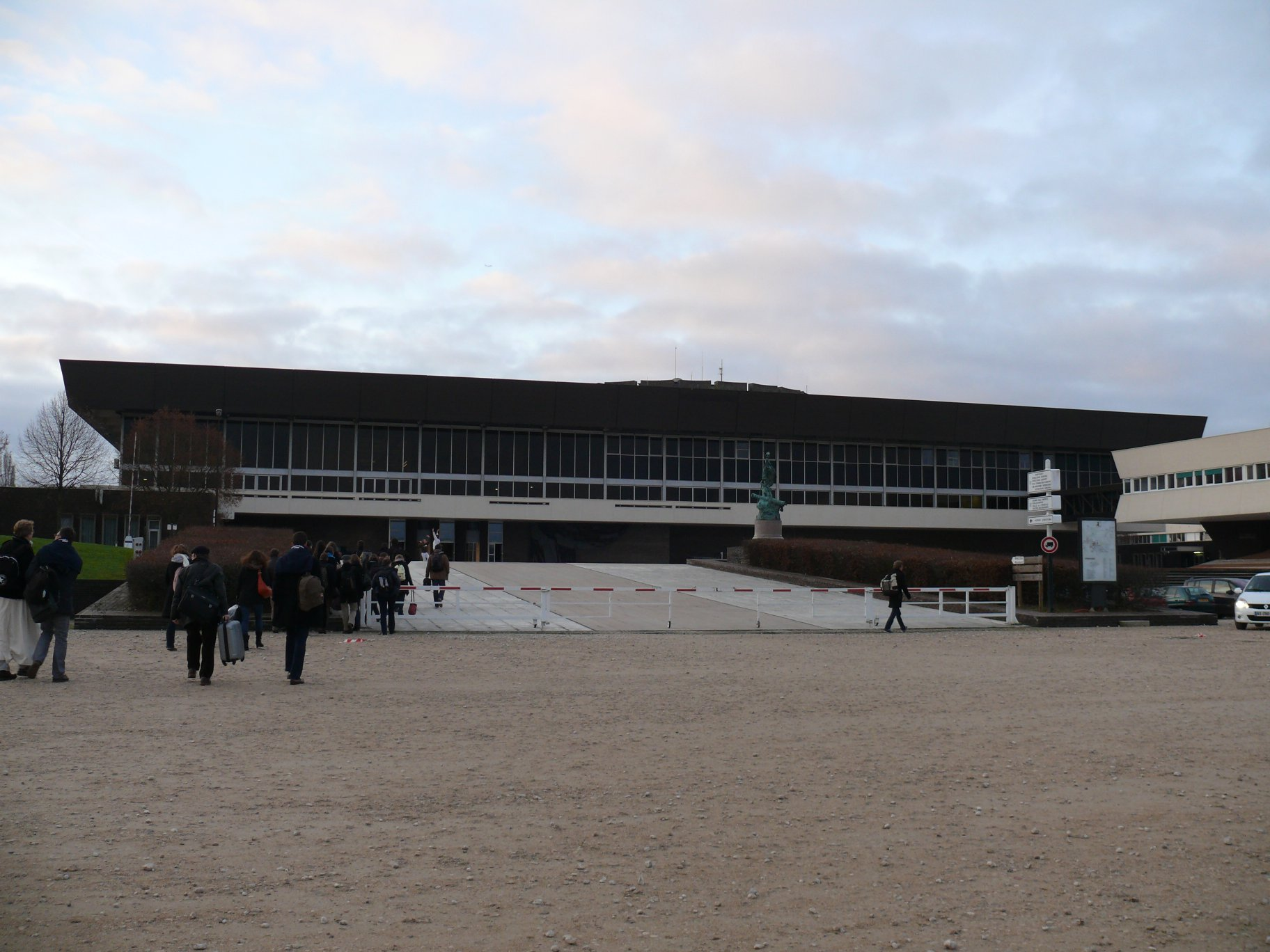
École polytechnique, Palaiseau

Il reçoit le prix Charles-Cottet en 1985, le prix Eugène-Boudin en 1989. En 1990, il participe au 1er Salon de peinture de l'École polytechnique à Palaiseau (avec notamment Michèle Battut, Arnaud d'Hauterives, Daniel du Janerand et Gaston Sébire), puis le Salon d'automne de Paris lui rend un hommage dans trois salles au Grand Palais à Paris.
En 1999, le président et le comité du Salon des indépendants de Paris l'invitent à présenter une rétrospective de ses œuvres.
En 2003, le Salon de la Société nationale des beaux-arts de Paris lui décerne la médaille d'or.
Il a été l'invité d'honneur dans plusieurs salons de peinture à Rosny-sous-Bois (1980), Blois (1983), Wimereux (1984), Villeneuve-le-Roi (1984), Yvetot (1986), Alfortville (1987), Bourges (1987), Saumur (1987), Metz (1991), Limoges (1992), Tours (1992).

### Expositions posthumes
- Mai 2010, « Maurice Boitel et ses amis de la Nouvelle école de Paris : Bernard Buffet, Jean Jansem, Pierre-Henry, Michel Henry, Jean-Pierre Alaux, Louis Vuillermoz », château-musée de Boulogne-sur-Mer[18].
- Septembre 2010, salles de la Pergola de la mairie de Saint-Mandé.
- Mai à octobre 2011, « Maurice Boitel, d'Alger à Nuits-Saint-Georges » (période 1937-1951), cinquante œuvres exposées au musée de Nuits-Saint-Georges[19],[20].
- Novembre 2012, « Art en capital » au Grand Palais de Paris, exposition d'une œuvre : une aquarelle au Salon du dessin et de la peinture à l'eau.
- Décembre 2012 et décembre 2014, Salon de la Société nationale des beaux-arts au Carrousel du Louvre à Paris, exposition d'une peinture à l'huile[21].
- À partir d'août 2017, exposition des reproductions grandeur nature de peintures de Maurice Boitel appartenant à la commune d'Ambazac dans les bâtiments municipaux.
- Mars 2019, patio de l'hôtel de ville de Saint-Mandé[22].

## Réception critique
- Emmanuel Roblès, écrivain et journaliste
- Georges-Emmanuel Clancier, poète, écrivain et journaliste
- Robert Beauvais, journaliste et écrivain
- André Warnod, du Figaro
- Raymond Cogniat, rédacteur en chef de la rubrique artistique du Figaro
- Jean Monneret, artiste peintre et écrivain d'art
- Jean Bouret, journaliste à Arts
- Pierre Mornand, Raymond Charmet, Robert Vrinat, Jacques Cartier, Maximilien Gauthier
- Jean Chabanon, rédacteur en chef du mensuel Le Peintre
- Bertrand Spiers, rédacteur en chef à La Voix du Nord
- Guy Bataille, historien, rédacteur en chef à La Voix du Nord
- Roger Lemaire, Olivier Merlin, journalistes à La Voix du Nord
- Christian Eletufe, journaliste à La Semaine dans le Boulonnais
- Guy Vignoht, peintre et critique
- Philippe Lejeune, peintre et journaliste, recueille, sur Radio Courtoisie, la dernière interview radiophonique de Maurice Boitel (2001).

## Quelques personnalités politiques ayant acheté des œuvres de Maurice Boitel et/ou participé à la promotion de son œuvre
- Jean Bouhey, député socialiste de la Côte d'Or qui a refusé de voter les accords de Munich, puis résistant, fut l'un des découvreurs de Maurice Boitel avant la guerre
- Jacques Chaban-Delmas, Président de l'Assemblée Nationale puis Premier ministre, est venu inaugurer plusieurs expositions de Maurice Boitel à la galerie René Drouet, rue du Faubourg-Saint-Honoré
- Alain Poher, Président du Sénat, a fait exposer des œuvres de Maurice Boitel dans les salons du Palais du Luxembourg
- Guy Lengagne, député-maire de Boulogne-sur-Mer, puis secrétaire d'État, organisa l'exposition "Maurice Boitel" au musée de Boulogne-sur-Mer en 1976 et participa activement à son exposition de 2004 dans la même ville, notamment en rédigeant la préface et en accueillant le public au vernissage en remplaçant Maurice Boitel, alors empêché pour cause de santé
- Roger Tourret, maire d'Audresselles depuis 1975, fut le premier à décider avec son conseil à l'unanimité, de donner le nom de "Maurice Boitel" à une rue de sa commune, dès le décès du peintre en 2007
- Frédéric Cuvillier, député-maire de Boulogne-sur-Mer et secrétaire d'État, est venu participer à l'inauguration de l'allée Maurice Boitel à Audresselles en mars 2008 puis a organisé et présidé une exposition de tableaux de Maurice Boitel dans le château-musée de sa Ville en 2010
- Général Alain Cartron, maire de Nuits-Saint-Georges, fit organiser une exposition de six mois de cinquante œuvres de Maurice Boitel dans le musée municipal et en présida l'inauguration en 2012
- Patrick Beaudouin, député-maire de Saint-Mandé, a organisé et inauguré une exposition de peintures de Maurice Boitel dans sa mairie en 2012. Il a préfacé le fascicule  intitulé "Maurice Boitel à Saint-Mandé" déposé à la bibliothèque nationale
- Bertrand Delanoë, maire de Paris, propose au conseil de Paris l'attribution du nom de "Maurice Boitel (1919-2007), peintre" à l'allée qui ceinture le lac Daumesnil et la pose d'une plaque commémorative dans le 12e arrondissement, propositions votées à l'unanimité par le conseil. Cette proposition fait suite au vote à l'unanimité de cette décision par le conseil municipal du 12e arrondissement sur proposition du maire de l'époque, Michèle Blumenthal, de Catherine Baratti-Elbaz et de celui qui allait devenir député de Montreuil-sous-Bois Alexis Corbière (inaugurations en 2014)
- Frédéric Nion, maire de Conches-sur-Gondoire, inaugure un "espace familial Maurice Boitel" au centre de sa commune et de Marne-la-Vallée (2016)
- Chantal Brunel, député-maire de Bussy-Saint-Georges, fait acheter par sa commune aux enchères chez un commissaire priseur, un grand tableau de Maurice Boitel représentant la fête du quatorze juillet sur la place principale de Bussy-Saint-Georges en 1955
- Stéphane Ché, maire d'Ambazac fait voter par son conseil municipal l'attribution du nom de Maurice Boitel à la place de l'Hôtel de Ville : inauguration le 11 août 2017

## Famille et descendance
Marié à Marie-Lucie Besson (1925-2021) de 1946 à sa mort, Maurice Boitel a deux fils, quatre petits-enfants, huit arrière-petits-enfants.

### Catalogues
- Claude Seillier et Maurice Boitel, Maurice Boitel - Peintures, aquarelles, dessins, musée des beaux-arts et d'archéologie de Boulogne-sur-Mer, 1976.
- Catalogue de l'exposition à la salle comtale du château-musée de Boulogne-sur-Mer, mai 2010.
- Maurice Boitel et ses amis de la Nouvelle École de Paris, mai 2010, édité par Stella-Habitat (62780 Stella-Plage) et l'Association des Amis de Maurice Boitel et de la Jeune Peinture de l'École de Paris, à l'occasion de l'exposition au château-musée de Boulogne-sur-Mer.
- Collectif, Maurice Boitel, d'Alger à Nuits-Saint-Georges, mai 2011, 65 pages, publié par le musée de Nuits-Saint-Georges, maquette d'Armelle Drouin-Hudelot, avec des textes inédits de Maurice Boitel, Alain Cartron, Laurence Joignerez, Olivier Lazzarotti, Jean-Pierre Pophillat, Marion Vidal-Bué, Michel Riousset.

### Filmographie
- Un peintre : Maurice Boitel, film de Jean et Monique Poignonec (visionner en ligne - Source : YouTube ; durée : 16'39").
- Maurice Boitel, reportage de Stoyann Berthoumieu et Caroline Fichten, WEO (TNT du Nord-Pas-de-Calais), 2010 (visionner en ligne - Source : YouTube ; durée : 10'18").